# Ain Mallaha
Ain Mallaha o Eynan, fue un asentamiento natufiense donde se establecieron los primeros pobladores entre 10000 - 8000 a. C.. Este asentamiento se considera un ejemplo de sedentarismo de cazadores-recolectores, un paso fundamental en la transición de la búsqueda de comida a la agricultura.

## La aldea

Localización de Eynan en la zona donde se extendió la cultura natufiense.

El lugar está ubicado en el norte de Israel, a 25 kilómetros al norte del Mar de Galilea, en una zona rodeada de colinas desde donde se dominaba un antiguo lago, el lago Huleh, donde habría peces para alimentarse. En el momento de asentarse, el área era muy boscosa con robles, almendros y árboles de pistacho.
En esta aldea natufiense se pueden observar tres fases de ocupación. Las dos primeras fases tenían estructuras de piedra de gran tamaño, mientras que la tercera fase utiliza piedras más pequeñas. Estas fases se sucedieron aproximadamente entre el 12000 a. C. y el 9600 a. C.. Las viviendas sobre la tierra firme, tenían plantas subterráneas y las paredes se construyeron de piedra seca. Los techos se apoyaban sobre postes de madera y eran probablemente de paja reforzada con ramas y arbustos o con pieles de animales. Las chimeneas se encontraban dentro de las viviendas.
En Ain Mallaha se ha encontrado en las excavaciones restos de un poblado entero con grandes chozas redondas.
Ain Mallaha contiene la evidencia arqueológica más antigua conocida de la domesticación del perro pues se encontró un enterramiento de un ser humano con un perro doméstico.

## Dieta
Los habitantes de Ain Mallaha eran cazadores-recolectores sedentarios y es probable que vivieran allí durante todo el año, dependiendo de los recursos naturales del entorno, recogiendo alimentos silvestres comestibles en la zona que le rodeaba y cazando animales locales. Utilizaron morteros de mano para moler frutos secos y cereales silvestres, y hoces de piedra para cortar las plantas silvestres. Muchas de estas piedras de las hoces encontradas tienen un aspecto "brillante", lo que indica que se habrían utilizado para cortar un gran número de tallos de plantas, muy probablemente el trigo y la cebada silvestres. Además, se ha conocido que comieron gacelas, gamos, jabalíes, ciervos, corzos, liebres, tortugas, reptiles y peces.

## Costumbres funerarias

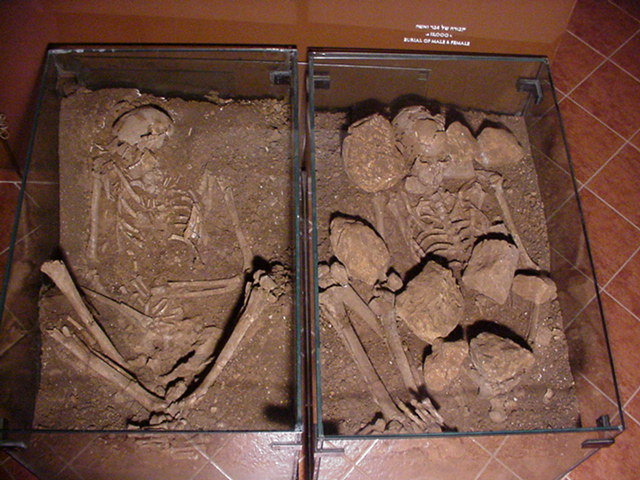
Esqueletos descubiertos en Ain Mallaha.

Es probable que familias enteras fueran enterradas entre las paredes de sus casas, siendo abandonadas posteriormente. Durante la excavación, se encontró una vivienda que contenía las tumbas de 11 hombres, mujeres  y niños, muchas de ellos con elaboradas decoraciones hechas con conchas de dentalium. En otra vivienda (131), se encontraron doce individuos, uno de ellos, sepultado con su mano apoyada en el cuerpo de un pequeño cachorro.

## Excavaciones
Ain Mallaha fue descubierto en 1954 y las excavaciones de salvamento se llevaron a cabo bajo la supervisión de J. Perrot, M. Lechevalier y Francois Valla del CNRS.